# 5039 Rosenkavalier
5039 Rosenkavalier eller 1967 GM1 är en asteroid i huvudbältet som upptäcktes den 11 april 1967 av den tyske astronomen Freimut Börngen vid Tautenburg-observatoriet. Den har fått sitt namn efter Richard Strauss opera Rosenkavaljeren.
Asteroiden har en diameter på ungefär 12 kilometer och den tillhör asteroidgruppen Eos.